# 2010年亚洲残疾人运动会举重比赛
2010年亚洲残疾人运动会举重比赛于12月13日—12月18日在亚运城体育馆举办。

## 獎牌統計
| 排名 | 国家／地区              | 金牌 | 银牌 | 铜牌 | 總數 |
| ---- | ----------------------- | ---- | ---- | ---- | ---- |
| 1    | 中国（CHN）             | 11   | 3    | 2    | 16   |
| 2    | 伊朗（IRI）             | 3    | 5    | 1    | 9    |
| 3    | 伊拉克（IRQ）           | 3    | 1    | 3    | 7    |
| 4    | 泰国（THA）             | 1    | 2    | 1    | 4    |
| 5    | 约旦（JOR）             | 1    | 0    | 1    | 2    |
| 6    | 中华台北（TPE）         | 1    | 0    | 0    | 1    |
| 7    | 叙利亚（SYR）           | 0    | 3    | 1    | 4    |
| 8    | 马来西亚（MAS）         | 0    | 2    | 2    | 4    |
| 9    | 菲律宾（PHI）           | 0    | 2    | 0    | 2    |
| 10   | 沙特阿拉伯（KSA）       | 0    | 1    | 0    | 1    |
| 10   | 阿拉伯联合酋长国（UAE） | 0    | 1    | 0    | 1    |
| 12   | 韩国（KOR）             | 0    | 0    | 2    | 2    |
| 12   | （TKM）                 | 0    | 0    | 2    | 2    |
| 12   | 越南（VIE）             | 0    | 0    | 2    | 2    |
| 15   | 印度（IND）             | 0    | 0    | 1    | 1    |
| 15   | （KAZ）                 | 0    | 0    | 1    | 1    |
| 總計 | 總計                    | 20   | 20   | 19   | 59   |

## 赛事赛果

### 男子48公斤级
- 金牌：奥马尔·卡拉达（约旦）
- 银牌：穆斯塔法·拉迪（伊拉克）
- 铜牌：法尔曼·巴沙（印度）

### 女子40公斤级
- 金牌：福铁残（中国）
- 银牌：努拉·巴杜尔（叙利亚）
- 铜牌： 阮氏红（越南）

### 男子52公斤级
- 金牌：侯赛因·朱布里（伊拉克）
- 银牌：楚差·素乍伦（泰国）
- 铜牌： 王键（中国）

### 女子44公斤级
- 金牌：崔哲（中国）
- 银牌：阿切列·吉翁（菲律宾）
- 铜牌：卡比拉·阿斯卡罗娃（哈萨克斯坦）

### 男子56公斤级
- 金牌：拉苏尔·穆赫辛（伊拉克）
- 银牌：赛义德·优素福·优素菲·帕沙基（伊朗）
- 铜牌：那龙·甲沙暖（泰国）

### 女子48公斤级
- 金牌：石珊珊（中国）
- 银牌：肖翠娟（中国）
- 铜牌：申贞姬（韩国）

### 男子60公斤级
- 金牌：哈姆扎·穆罕默迪（伊朗）
- 银牌：纳迪尔·穆拉迪（伊朗）
- 铜牌：杨全喜（中国）

### 女子52公斤级
- 金牌：王宏婵（中国）
- 银牌：法蒂玛·哈桑（叙利亚）
- 铜牌：丁氏娥（越南）

### 男子67.50公斤级
- 金牌：刘磊（中国）
- 银牌：阿里·侯赛尼（伊朗）
- 铜牌：谢尔盖·梅拉泽（土库曼斯坦）

### 女子56公斤级
- 金牌：杨艳（中国）
- 银牌：颂坤·阿农（泰国）
- 铜牌：齐克拉·萨利姆（伊拉克）

### 男子75公斤级
- 金牌：马吉德·法尔津（伊朗）
- 银牌：胡鹏（中国）
- 铜牌：马里亚潘·佩鲁马尔（马来西亚）

### 女子60公斤级
- 金牌：崔建金（中国）
- 银牌：萧丽珍（马来西亚）
- 铜牌：马娅戈泽尔·佩基耶娃（土库曼斯坦）

### 男子82.50公斤级
- 金牌：顾小飞（中国）
- 银牌：赛义德-哈米德·苏勒希-普伦吉（伊朗）
- 铜牌：萨伊尔·阿里（伊拉克）

### 女子67.50公斤级
- 金牌：阿拉万·布博（泰国）
- 银牌：王值平（中国）
- 铜牌：法蒂玛·瓦吉明（马来西亚）

### 男子90公斤级
- 金牌：蔡慧超（中国）
- 银牌：穆罕默德·哈拉夫（阿联酋）
- 铜牌：阿里·萨迪克-扎德萨利姆（伊朗）

### 女子75公斤级
- 金牌：林资惠（中華台北）
- 银牌：拉莎·希赫（叙利亚）
- 铜牌：莎露·哈贾杰（约旦）

### 男子100公斤级
- 金牌：田平广（中国）
- 银牌：巴萨姆·哈瓦勒（沙特阿拉伯）
- 铜牌：哈姆杜·萨拉特（叙利亚）

### 女子82.50公斤级
- 金牌：胡达·阿里（伊拉克）
- 银牌：谢丽法·劳扎·赛义德·阿基勒（马来西亚）

### 男子100公斤以上级
- 金牌：西亚曼德·拉赫曼（伊朗）
- 银牌：卡齐姆·拉贾比·戈卢杰（伊朗）
- 铜牌：法里斯·阿吉利（伊拉克）

### 女子82.5公斤以上级
- 金牌：李凤梅（中国）
- 银牌：阿德琳·安切塔（菲律宾）
- 铜牌：李贤贞（韩国）